# Киров ваљак
Киров ваљак или Ваљак Кира Великог (перс. منشور کوروش) је антички документ у облику глиненог ваљка ког је издао персијски владар Кир Велики. Ваљак је направљен током персијског освајања Вавилона 539. п. н. е. Текст ваљка описује вавилонског владара Набонида као безбожног, док, побједника, Кира представља као хероја коме је наклоњен бог Мардук. У наставку се спомиње како је Кир побољшао живот становника Вавилона, да је избјеглицама обнављао домове и градио храмове.

## Историја
Ваљак је постављен унутар вавилонских зидина као камен темељац. Пронашао га је 1879. године асирско-британски археолог Хормузд Расад у темељима Есагиле (вавилонског храма посвећеног богу Мардуку), а данас се чува у Британском музеју у Лондону. Директори Британског музеја и Иранског националног музеја у Техерану договорили су се 2010. године око привременог премјештања Кировог ваљка у Техеран на посебну изложбу.

## Значај

### Симбол законитости владавине
Према Британском музеју, ваљак представља дугу традицију месопотамијских владара у којој своју владавину обиљежавају декларацијама о политичким реформама. Ваљак је састављен у форми дугих вавилонских стилова, а са политичке стране представља Кирову поруку вавилонском народу у којој се проглашава законитим владарем и у којој обећава поштовање вјерских и политичких традиција Вавилона.

### Документ о људским правима
Документ се готово пуних стотину година сматрао инструментом карактеристичне месопотамијске политичке пропаганде, но почетком 70-их година 20. вијека документ се почео сматрати „првим писаним спомеником о људским правима у историји“..
Реплика Кировог ваљка налази се на другом спрату зграде Организације уједињених нација у Њујорку гдје је текст преведен на свих 6 службених језика ОУН-а..
У децембру 2003. године приликом прихватања Нобелове награде за мир, добитница иранска адвокатица Ширин Ебади се позвала на Кира рекавши:
Ја сам Иранка, потомак Кира Великог. Тај цар је на врхунцу моћи прије 2.500 година прогласио како не жели владати онима који то не желе. Обећао је да неће присилити никога да промјени религију или вјеру и да ће поштовати све мањине. Документ Кира Великог би требало да се чува у историји људских права.

### Документ о ослобођењу Јевреја
Ваљак је такође привукао пажњу подацима о повратка Јевреја у Палестини након вавилонског ропства. Такође се сматра и потврдом библијских текстова из књиге Јездрина (књига Јездрина 1.1-6, 6.1-5; књига Исаијина 44.23-45.8; 2. дневник 36.22-23).